# Герб Теофіполя
Герб Теофі́поля — офіційний символ смт Теофіполя. Затверджений 21 березня 1996 року рішенням № 31 сесії селищної ради.
Автор герба- Петро Йосипович Гавлицький

## Опис

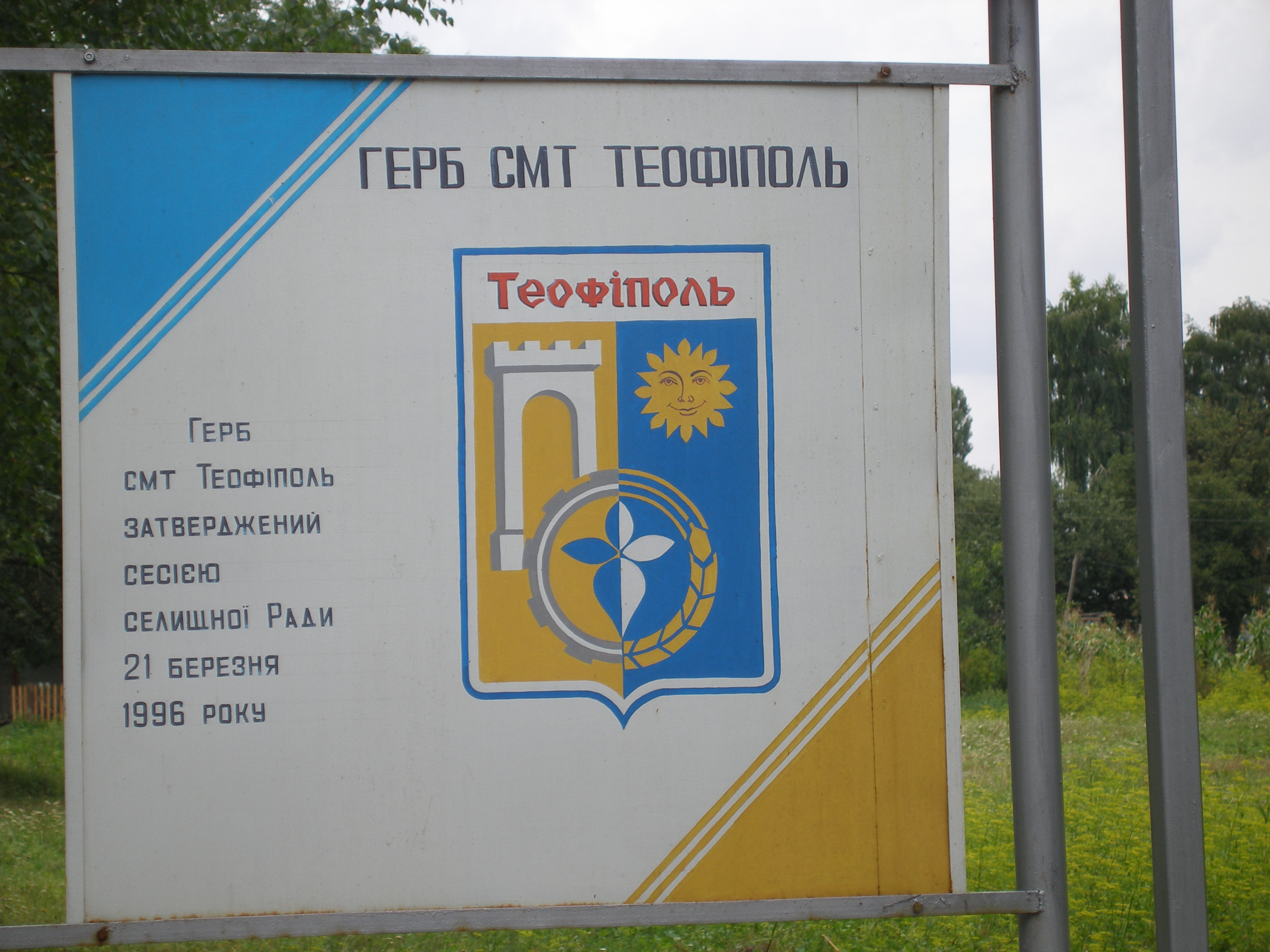
Герб Теофіполя на стенді біля селищної ради

Гербовий щит має чотирикутну форму із загостренням в основі та заокругленими нижніми кутами. На щиті, розтятому золотим і лазуровим, коло із лазурової напівшестерні і золотого колоска, в якому розтятий на лазурове і срібне цукровий буряк. В першій частині срібна башта із золотою датою «1420», в другій — золоте усміхнене сонце. В срібній главі лазуровий напис «Теофіполь».
Фортечна брама — символ древнього міста-фортеці, 1420 — рік заснування міста, золоте сонце — символ Поділля; шестерня, колосок і буряк — символ праці.